# Campionati europei di badminton 2006
I campionati europei di badminton 2006 sono stati la 20ª edizione dei campionati europei di badminton.
La competizione si è svolta dal 12 al 16 aprile a Den Bosch, nei Paesi Bassi.

## Podi
| Evento              | Oro                                  | Argento                        | Bronzo                                     |
| Singolare maschile  | Peter Gade                           | Kenneth Jonassen               | Joachim Persson                            |
| Singolare maschile  | Peter Gade                           | Kenneth Jonassen               | Niels Christian Kaldau                     |
| Singolare femminile | Xu Huaiwen                           | Mia Audina Tjiptawan           | Juliane Schenk                             |
| Singolare femminile | Xu Huaiwen                           | Mia Audina Tjiptawan           | Yao Jie                                    |
| Doppio maschile     | Jens Eriksen Martin Lundgaard Hansen | Carsten Mogensen Mathias Boe   | Robert Blair Anthony Clark                 |
| Doppio maschile     | Jens Eriksen Martin Lundgaard Hansen | Carsten Mogensen Mathias Boe   | Michal Logosz Robert Mateusiak             |
| Doppio femminile    | Donna Kellogg Gail Emms              | Juliane Schenk Nicole Grether  | Elin Bergblom Johanna Persson              |
| Doppio femminile    | Donna Kellogg Gail Emms              | Juliane Schenk Nicole Grether  | Lena Frier Kristiansen Kamilla Rytter Juhl |
| Doppio misto        | Thomas Laybourn Kamilla Rytter Juhl  | Jens Eriksen Mette Schjoldager | Robert Mateusiak Nadiezda Kostiuczyk       |
| Doppio misto        | Thomas Laybourn Kamilla Rytter Juhl  | Jens Eriksen Mette Schjoldager | Anthony Clark Donna Kellogg                |
| Squadre             | Danimarca                            | Paesi Bassi                    | Inghilterra                                |

## Medagliere
| Posiz. | Nazione     | Oro | Argento | Bronzo | Totale |
| ------ | ----------- | --- | ------- | ------ | ------ |
| 1      | Danimarca   | 4   | 3       | 3      | 10     |
| 2      | Germania    | 1   | 1       | 1      | 3      |
| 3      | Inghilterra | 1   | 0       | 3      | 4      |
| 4      | Paesi Bassi | 0   | 2       | 1      | 3      |
| 5      | Polonia     | 0   | 0       | 2      | 2      |
| 6      | Svezia      | 0   | 0       | 1      | 1      |